# Onthophagus masahiroi
Onthophagus masahiroi es una especie de insecto del género Onthophagus, familia Scarabaeidae, orden Coleoptera.

## Historia
Fue descrita científicamente por Masumoto, Ochi & Hanboonsong en 2008.